# Springen (Much)
Springen ist ein Ortsteil der Gemeinde Much im Rhein-Sieg-Kreis. 

## Lage
Springen liegt auf den Hängen des Bergischen Landes an der Grenze zu Overath. Nachbarorte sind Birken im Nordosten, Kerzenhöhnchen im Süden und Fischermühle im Westen. Der Ort ist über die Landesstraße 312 erreichbar.

## Einwohner
1830 hatte Springen 16 Einwohner.
1901 hatte der Weiler 21 Einwohner. Hier wohnten die Familien von Wilhelm Flüch, Joh. Peter Höhner, Joh. Miebach, Joh. Neufeind und Gerhard Schiffbauer. Alle waren Ackerer.